# Port lotniczy Tegucigalpa-Toncontin
Port lotniczy Tegucigalpa-Toncontin (IATA: TGU, ICAO: MHTG) – międzynarodowy port lotniczy położony 6 km od centrum Tegucigalpy, stolicy Hondurasu.

## Linie lotnicze i połączenia
- American Airlines (Miami)
- Atlantic Airlines de Honduras (Roatán, La Ceiba, Puerto Lempira, San Pedro Sula, Útila, Guanaja, Belize City, Ahuas, Bluefields, Corn Island, Grand Cayman, Managua, Puerto Cabezas)
- Continental Airlines (Houston-Intercontinental)
- Copa Airlines (Panama, San José (CR))
- Delta Air Lines (Atlanta)
- TACA (Miami, San Salvador, Gwatemala, San Pedro Sula, San Jose (CR))
- Islena Airlines (La Ceiba, San Pedro Sula)
- Aerolineas Sosa (San Pedro Sula, La Ceiba, Roatán, Puerto Lempira)